# Jean Baptiste Louis Thirus de Pautrizel
Jean Baptiste Louis Thirus (ou Thyrus) de Pautrizel, né le 25 août 1754 dans la propriété " Les Marattes" située à La Couarde (Aunis) et mort le 31 décembre 1836 à Bordeaux (Gironde), est un homme politique et militaire français. Il représenta la Guadeloupe à la Convention nationale en 1792.

## Biographie
Jean Baptiste Louis Thirus de Pautrizel est le fils de Jean Baptiste Gabriel Thirus de Pautrizel, enseigne des troupes de marine pour les colonies, et de dame Madeleine Angélique Thilorier.
Il fut capitaine aide-major de la Compagnie des mousquetaires. Le 1er juin 1779, il épouse la créole blanche Marie Adélaïde Botreau-Roussel (sans postérité) à Trois-Rivières.
Il devient maire de Basse-Terre en 1790, puis sera destitué par l'Assemblée coloniale en août 1792. Il est ensuite élu député de la Guadeloupe à la Convention nationale en 1792. Il est membre du Comité de sûreté. En 1793, avec la prise de pouvoir des Républicains à la Guadeloupe, il récupère son fauteuil de maire de Basse-Terre. En 1794, il part pour la métropole et ne reviendra plus jamais aux Antilles. Il siègera à la Convention mais sera arrêté en 1795 par les Thermidoriens, puis relâché et réhabilité quelques mois plus tard par le Comité de sureté.
Il se retire à Bordeaux (11 rue Judaïque) mais ne touche aucun traitement, puis réintègre l'armée en 1800. En 1811 il prend sa retraite.
A la Restauration en 1814, l'ancien Républicain propose ses service à Louis XVIII, qui refuse, connaissant son passé révolutionnaire.
Franc-maçon, il est initié à la Loge Saint Jean d’Écosse de Basse-Terre, avant 1791, ayant le grade de « Rose Croix ». Plus tard, en 1806, il figure dans les tableaux de la Loge Napoléon le Grand. En 1822, dans un rapport de police, Pautrizel figure sur la liste des membres de la Société maçonnique des Misraïm. Le vénérable se nomme Abraham Sasportas, négociant.
Thyrus Pautrizel décèdera le 31 décembre 1836, âgé de 82 ans.

## Sources
- « Jean Baptiste Louis Thirus de Pautrizel », dans Adolphe Robert et Gaston Cougny, Dictionnaire des parlementaires français, Edgar Bourloton, 1889-1891 [détail de l’édition]